# Saint-Pierre-du-Mesnil
Saint-Pierre-du-Mesnil est une ancienne commune française, située dans le département de l'Eure en région Normandie, devenue le 1er janvier 2016 une commune déléguée au sein de la commune nouvelle de Mesnil-en-Ouche.

## Géographie
Village du pays d'Ouche.

## Toponymie
Le nom de la localité est attesté sous les formes Mesnil Mauduit (sans date), Saint Pierre du Mesnil Malduit en 1418, Saint Pierre du Mesnil en 1683.
Originellement, il s'agit d'un nom classique en -Mesnil- composé avec un nom de personne, ici Mauduit « mal conduit » encore attesté comme nom de famille. Le terme mesnil signifiait « maison », « domaine », mot caractéristique du nord de la France, notamment de Normandie.

## Politique et administration
| Période                                  | Période  | Identité            | Étiquette | Qualité     |
| ---------------------------------------- | -------- | ------------------- | --------- | ----------- |
| avant 1988                               | ?        | Albert Adeline      | DVD       |             |
| mars 2001                                | En cours | Jean-Michel Adeline | UDI       | Agriculteur |
| Les données manquantes sont à compléter. |          |                     |           |             |

## Démographie
L'évolution du nombre d'habitants est connue à travers les recensements de la population effectués dans la commune depuis 1793. À partir du 1er janvier 2009, les populations légales des communes sont publiées annuellement dans le cadre d'un recensement qui repose désormais sur une collecte d'information annuelle, concernant successivement tous les territoires communaux au cours d'une période de cinq ans. 
Pour les communes de moins de 10 000 habitants, une enquête de recensement portant sur toute la population est réalisée tous les cinq ans, les populations légales des années intermédiaires étant quant à elles estimées par interpolation ou extrapolation. Pour la commune, le premier recensement exhaustif entrant dans le cadre du nouveau dispositif a été réalisé en 2008,.
En 2013, la commune comptait 102 habitants, en évolution de −1,92 % par rapport à 2008 (Eure : +2,66 %, France hors Mayotte : +2,49 %).
| 1793 | 1800 | 1806 | 1821 | 1831 | 1836 | 1841 | 1846 | 1851 |
| ---- | ---- | ---- | ---- | ---- | ---- | ---- | ---- | ---- |
| 429  | 482  | 459  | 497  | 483  | 336  | 314  | 288  | 273  |

| 1856 | 1861 | 1866 | 1872 | 1876 | 1881 | 1886 | 1891 | 1896 |
| ---- | ---- | ---- | ---- | ---- | ---- | ---- | ---- | ---- |
| 264  | 261  | 237  | 211  | 233  | 203  | 189  | 207  | 176  |

| 1901 | 1906 | 1911 | 1921 | 1926 | 1931 | 1936 | 1946 | 1954 |
| ---- | ---- | ---- | ---- | ---- | ---- | ---- | ---- | ---- |
| 163  | 169  | 165  | 152  | 150  | 140  | 140  | 164  | 148  |

| 1962 | 1968 | 1975 | 1982 | 1990 | 1999 | 2008 | 2013 | - |
| ---- | ---- | ---- | ---- | ---- | ---- | ---- | ---- | - |
| 130  | 152  | 115  | 89   | 90   | 86   | 104  | 102  | - |

## Lieux et monuments

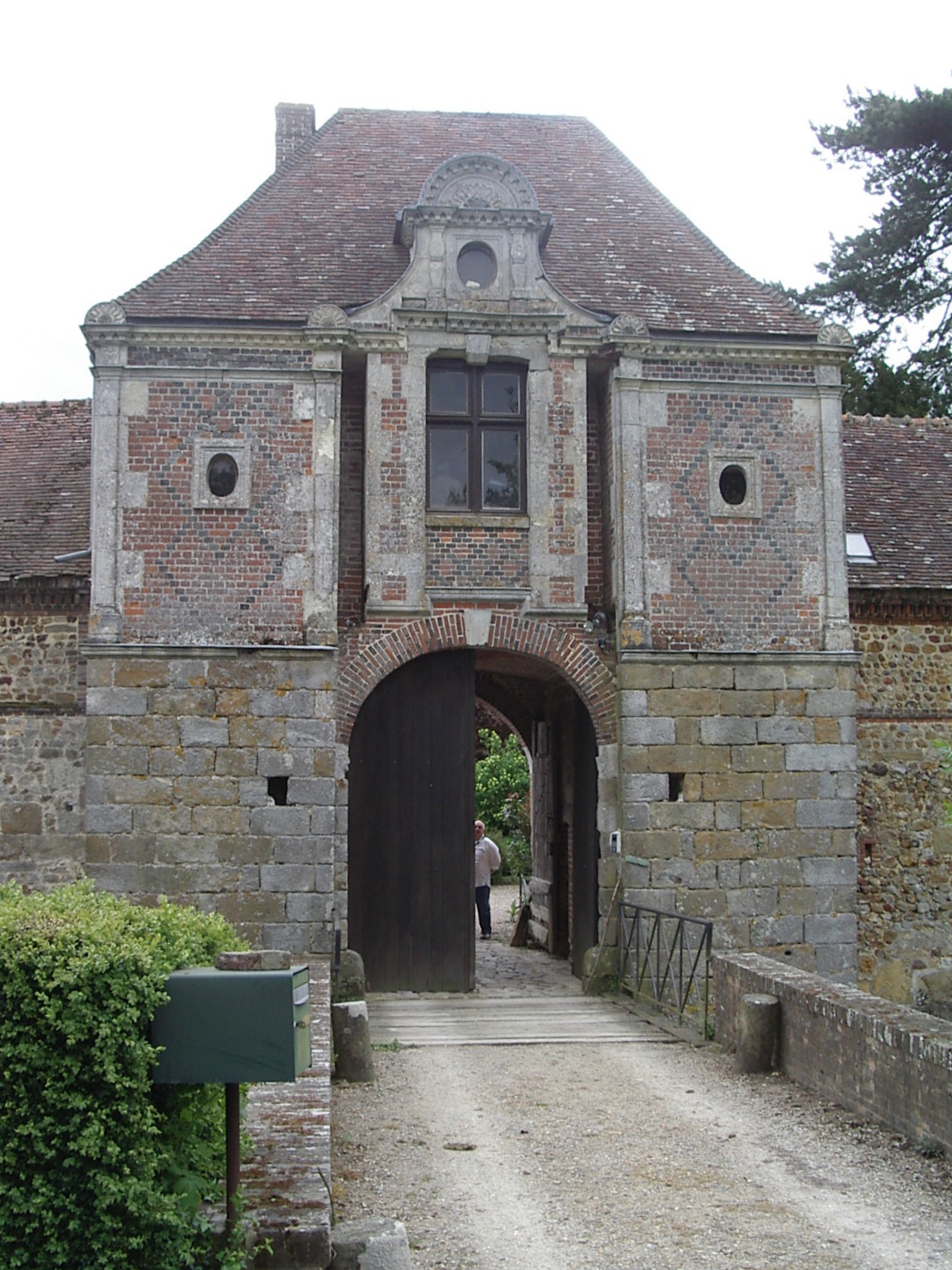
Château du Blanc-Buisson
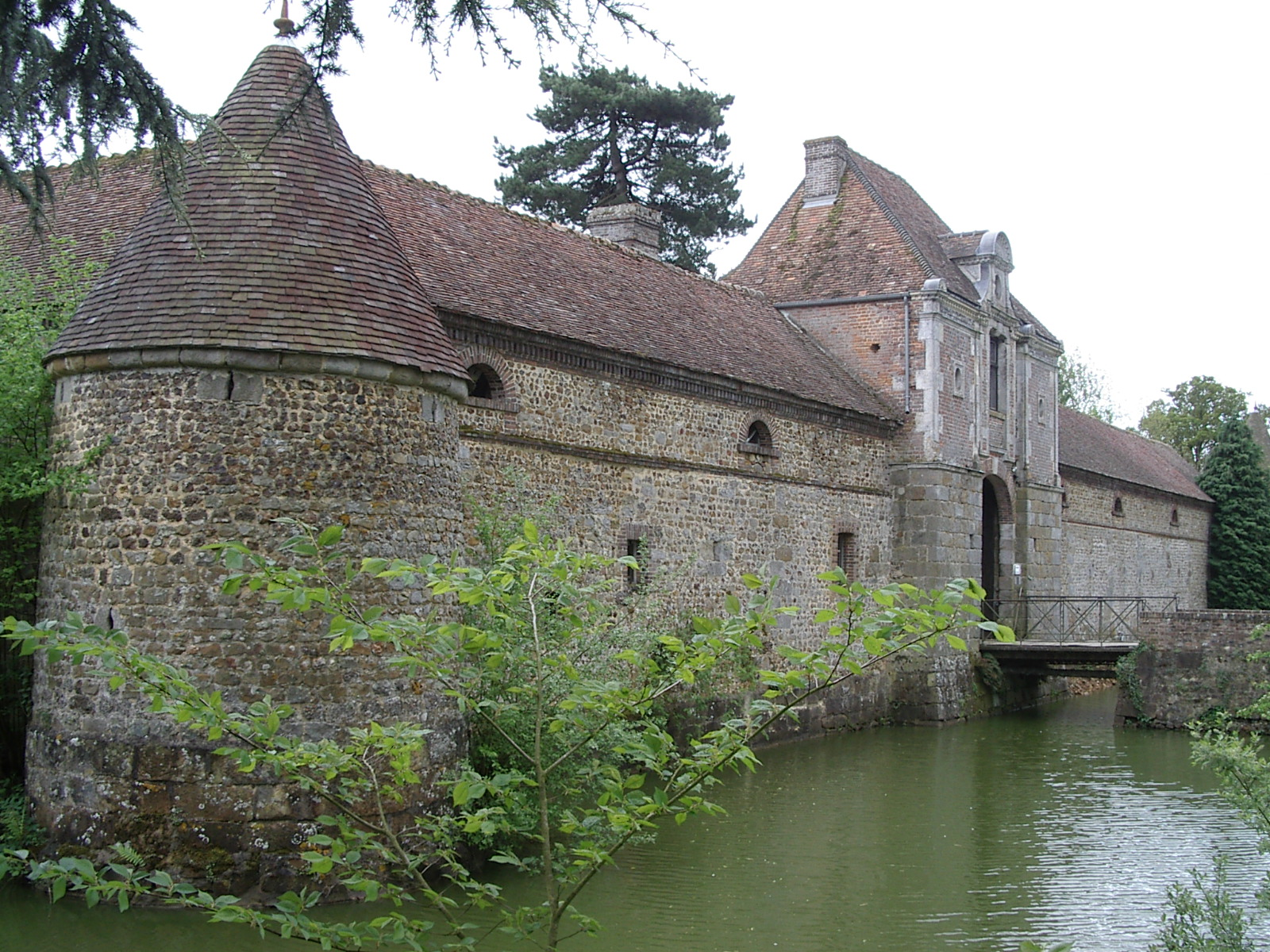
Château du Blanc-Buisson
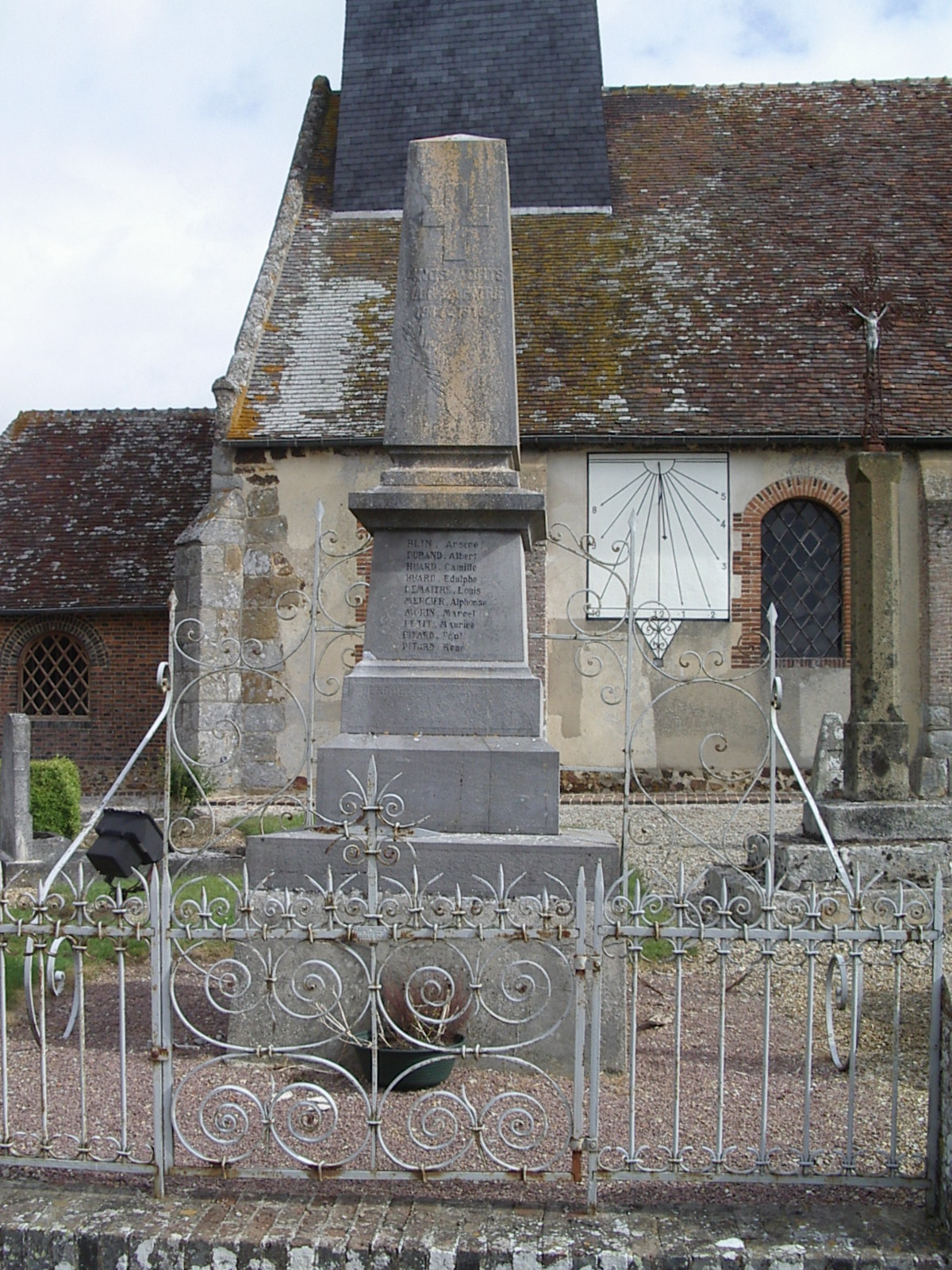
Monument aux morts
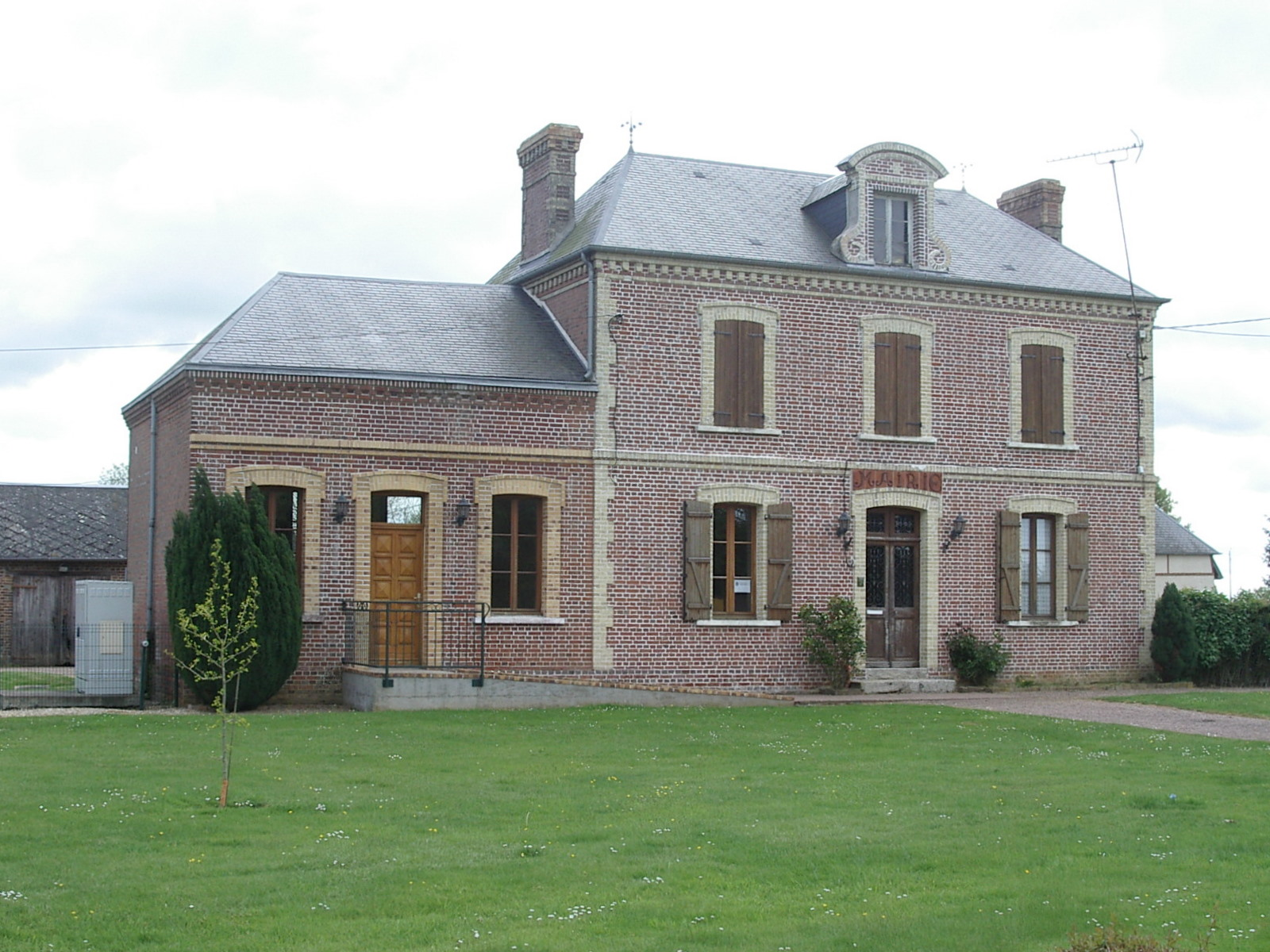
Mairie

- Le château du Blanc-Buisson fait l’objet d’une inscription au titre des monuments historiques depuis le 22 novembre 1949[9],[10]. Son parc fait l’objet d’une inscription au titre des monuments historiques depuis le 28 mars 1952[9].
- L'église Saint-Pierre[11].